# Lamberto Lambertini
Lamberto Lambertini (Napoli, 1946) è un regista italiano.

## Biografia
Iscrittosi alla facoltà di Medicina, si trasferisce prima a Parigi e poi a Londra dove fa l'aiutante del pittore Lucio Del Pezzo. Al rientro in Italia, inizia a lavorare come grafico del Teatro Stabile di Roma per poi passare a fare il regista.
Ha fondato nel 1982 la Compagnia Teatrale con Peppe e Concetta Barra con la quale girerà il mondo in continue tournée. Ha debuttato nel cinema col progetto Diario Napoletano, producendolo per la Stella Film. È stato anche autore e regista radiofonico.
Per qualche tempo è stato sposato con Bianca Maria Vaglio: la coppia ha poi divorziato.

### I lavori per la Radio-TV di Stato
Ha realizzato per la RAI:
- Il principe di Sansevero;
- Diabolik ed Eva Kant uniti nel bene e nel male;
- Artisti;
- Donner Party;
- Passeggiate di Lamberto Lambertini per Napoli e contorni;
- Al ballo con Marcel Proust;
- Tredici notti con Sade;
- Una lettura di Casanova.

### L'"opera prima" cinematografica
Nel 1995, Lambertini ha scritto e diretto il suo primo lungometraggio: Vrindavan Film Studios, ambientato in India. Il film è stato presentato al Festival di Venezia.

## Filmografia
- Vrindavan Film Studios, con Enzo Decaro (sceneggiatura e regia) (1995)
- Fuoco su di me, con Omar Sharif (regia) (2005)
- Queste cose visibili (cortometraggio) (2007)